# Acanthocardamum erinaceum
Acanthocardamum erinaceum är en korsblommig växtart som först beskrevs av Pierre Edmond Boissier, och fick sitt nu gällande namn av Albert Thellung. Acanthocardamum erinaceum ingår i släktet Acanthocardamum och familjen korsblommiga växter. Inga underarter finns listade i Catalogue of Life.